# An der Zeitmauer
An der Zeitmauer ist eine Sammlung von Gedanken Ernst Jüngers aus dem Jahr 1959 zur gegenwärtigen Situation des Einzelnen und der Menschheit insgesamt und darüber, wie sich die Menschheit weiterentwickeln kann, wenn überhaupt.
In fünf Kapiteln beleuchtet Jünger verschiedene Problembereiche. Im ersten Kapitel („Fremde Vögel“) geht er auf Vorzeichen einer globalen Veränderung der Erde, aber auch der Menschheit ein. Im zweiten Kapitel („Messbare und Schicksalszeit“) unterscheidet er zwischen einer naturwissenschaftlichen und einer astrologischen Betrachtung der Zeit und der Welt. In den Kapiteln „Humane Einteilungen“ und „Siderische Einteilungen“ betrachtet er den Menschen und die Menschheit und stellt sie in kosmologische Zusammenhänge. Das Werk schließt mit dem Kapitel „Urgrund und Person“, in dem die Stellung des Einzelnen zum Glauben und den religiösen Institutionen erörtert wird.

Die Grundthese des Werks ist die Annahme, dass sowohl die Menschheit selbst als auch die Erde als Gaia im kosmischen Zusammenhang vor einer fundamentalen Wende stehen. Jünger lässt offen, ob der Menschheit der Sprung über die Zeitmauer gelingt oder sie letztlich von der Erde abgestoßen wird: 

„Die Erde hat aus ihrem Urgrund schon oftmals neue Gestalten hervorgebracht. Wenn sie sich dazu nun des Menschen als ihres klügsten Sohnes bedient, ist die Gefahr promethischer Bildungen und ihres Schicksals groß. (...) Der echte Partner der Erde ist nicht der Verstand mit seinen titanischen Plänen, sondern der Geist als kosmische Macht. Bei allen Erwägungen (...) spielt daher eine große Rolle die mehr oder minder ausgesprochene Hoffnung, dass höhere Geisteskräfte die gewaltigen Bewegungen zügeln und sich ihrer wohltätig bemächtigen.“

## Ausgabe
- An der Zeitmauer, Klett-Cotta, Stuttgart, 3. Auflage 2003, ISBN 3-608-93750-1, Erstausgabe ebenda 1959.